# Club Deportivo Toledo
Il Club Deportivo Toledo è una società calcistica con sede a Toledo, in Castiglia-La Mancia, in Spagna.
Gioca nella Tercera Federación, la quinta serie del campionato spagnolo.

## Tornei nazionali
- 1ª División: 0 stagioni
- 2ª División: 7 stagioni
- 2ª División B: 9 stagioni
- 3ª División: 38 stagioni

## Stagioni
| Stagione    | Categoria | Posizione |  |
| ----------- | --------- | --------- |  |
| dal 1929-30 | Regionali | —         |  |
| al 1942-43  | Regionali | —         |  |
| 1943/44     | 3ª        | 7°        |  |
| 1944/45     | 3ª        | 5°        |  |
| 1945/46     | 3ª        | 3°        |  |
| 1946/47     | 3ª        | 3°        |  |
| 1947/48     | 3ª        | 7°        |  |
| 1948/49     | 3ª        | 4°        |  |
| 1949/50     | 3ª        | 1°        |  |
| 1950/51     | 3ª        | 14°       |  |
| 1951/52     | 3ª        | 10°       |  |
| 1952/53     | 3ª        | 6°        |  |
| 1953/54     | 3ª        | 11°       |  |
| 1954/55     | 3ª        | 8°        |  |
| 1955/56     | 3ª        | 3°        |  |
| 1956/57     | 3ª        | 9°        |  |
| 1957/58     | 3ª        | 13°       |  |
| 1958/59     | 3ª        | 8°        |  |

| Stagione    | Categoria | Posizione |
| ----------- | --------- | --------- |
| 1959/60     | 3ª        | 10°       |
| 1960/61     | 3ª        | 5°        |
| 1961/62     | 3ª        | 15°       |
| 1962/63     | Regionali | —         |
| 1963/64     | 3ª        | 2°        |
| 1964/65     | 3ª        | 4°        |
| 1965/66     | 3ª        | 10°       |
| 1966/67     | 3ª        | 5°        |
| 1967/68     | 3ª        | 16°       |
| 1968/69     | Regionali | —         |
| 1969/70     | 3ª        | 19°       |
| dal 1970-71 | Regionali | —         |
| al 1976-77  | Regionali | —         |
| 1977/78     | 3ª        | 13°       |
| 1978/79     | 3ª        | 4°        |
| 1979/80     | 3ª        | 9°        |
| 1980/81     | 3ª        | 20°       |

| Stagione    | Categoria | Posizione |
| ----------- | --------- | --------- |
| dal 1981-82 | Regionali | —         |
| al 1986-87  | Regionali | —         |
| 1987/88     | 3ª        | 3°        |
| 1988/89     | 3ª        | 1°        |
| 1989/90     | 2ªB       | 9°        |
| 1990/91     | 2ªB       | 17°       |
| 1991/92     | 3ª        | 1°        |
| 1992/93     | 2ªB       | 3°        |
| 1993/94     | 2ª        | 4°        |
| 1994/95     | 2ª        | 11°       |
| 1995/96     | 2ª        | 9°        |
| 1996/97     | 2ª        | 14°       |
| 1997/98     | 2ª        | 12°       |
| 1998/99     | 2ª        | 7°        |
| 1999/00     | 2ª        | 22°       |

| Stagione | Categoria | Posizione |
| -------- | --------- | --------- |
| 2000/01  | 2ªB       | 4°        |
| 2001/02  | 2ªB       | 9°        |
| 2002/03  | 2ªB       | 12°       |
| 2003/04  | 2ªB       | 18°       |
| 2004/05  | 3ª        | 10°       |
| 2005/06  | 3ª        | 3°        |
| 2006/07  | 3ª        | 3°        |
| 2007/08  | 3ª        | 1°        |
| 2008/09  | 3ª        | 1°        |
| 2009/10  | 2ªB       | 16°       |
| 2010/11  | 3ª        | 1º        |
| 2011/12  | 2ªB       |           |

## Palmarès

### Competizioni nazionali
- Tercera División: 6

1949-1950, 1988-1989, 1991-1992, 2007-2008, 2008-2009, 2010-2011

### Altri piazzamenti
- Segunda División B:

Terzo posto: 1992-1993 (gruppo I), 2013-2014 (gruppo II)
- Tercera Federación:

Terzo posto: 2024-2025 (gruppo 18)